# Antonio Costantini (pallavolista)
Antonio Costantini (Lanciano, 13 aprile 1972) è un pallavolista italiano.

## Carriera
Costantini è alto 194 cm. Debutta nel 1991 con la Sidis Tombolini Falconara. Nel 1996-1997 si sposta a Forlì, conoscendo per la prima volta la Serie A1. Negli ultimi anni cambia spesso maglia, e dopo tre anni a Isernia approda a Cagliari nel 2007. L'11 gennaio 2008 si trasferisce a Mantova, nelle file della Raccorderie Metalliche, in A2. Per la stagione 2009-2010 Antonio Costantini torna a giocare nel suo Abruzzo ingaggiato dalla SIECO Impavida Ortona, squadra neopromossa e militante nel campionato nazionale di Serie B1.